# Banco Confederado
El Banco Confederado fue un banco venezolano de capital privado chileno nacional, estuvo ubicado en el Estrato Mediano del ranking bancario según SUDEBAN.

## Historia
Fue autorizado para el funcionamiento oficial por SUDEBAN como Banco Confederado Banco Comercial el 29 de diciembre de 1993 en Porlamar, Estado Nueva Esparta, iniciando operaciones el 5 de mayo de 1994. Su sede administrativa fue trasladada en 2005 al sector financiero de El Rosal en Caracas. El Banco Confederado estaba esperando la respuesta de la Superintendencia de Bancos, SUDEBAN, para fusionarse con Bolívar Banco y Banpro, para hacer una compañía más grande y ofrecer más servicios. Tras la intervención bancaria, quedó fusionado con Bicentenario Banco Universal.